# مطار بوني الدولي
مطار بونه (إياتا: PNQ، إيكاو: VAPO) هو مطار دولي وقاعدة جوية هندية تخدم مدينة بونه، ماهاراشترا، الهند . يقع على بعد حوالي 11 كم (6.8 ميل) شمال شرق المركز التاريخي لمدينة بونه. المطار جزء تديره هيئة المطارات الهندية في الجانب الغربي من محطة جوية تابعة لسلاح الجو الهندي . يعد المطار عاشر أكثر المطارات ازدحامًا من حيث حركة المسافرين في الهند. استقبل المطار أكثر من 8 ملايين مسافر في السنة المالية 2020.

## شركات الطيران والوجهات
| شركـات طيـران    | الوجهات | Refs.  |
| ---------------- | --- | ------ |
| طيران الهند      | مطار سردار فالابهبهاي باتل الدولي، مطار أنديرا غاندي الدولي، مطار تشاتراباتي شيفاجي الدولي | [ 5 ]  |
| طيران أسيا الهند | مطار كيمبيغودا الدولي، Bhubaneswar، مطار أنديرا غاندي الدولي، مطار جايبور الدولي، مطار نيتاجي سوبهاس شاندرا بوس الدولي، مطار تشودري تشاران سينغ | [ 7 ]  |
| Akasa Air        | مطار سردار فالابهبهاي باتل الدولي، مطار كيمبيغودا الدولي، Bhubaneswar | [ 8 ]  |
| Alliance Air ‏    | مطار راجيف غاندي الدولي |        |
| خطوط إنديقو      | مطار سردار فالابهبهاي باتل الدولي، Amritsar، مطار كيمبيغودا الدولي، Bhubaneswar، Chandigarh، مطار تشيناي الدولي، مطار كويمباتور الدولي، مطار دهرادون ‏، مطار أنديرا غاندي الدولي، Goa–Mopa، Guwahati، مطار هوبلي، مطار راجيف غاندي الدولي، Indore، مطار جايبور الدولي، مطار جودبور ‏، مطار كوتشين، مطار نيتاجي سوبهاس شاندرا بوس الدولي، مطار تشودري تشاران سينغ، مطار مانغلور الدولي ‏، مطار د. باباساحب أمبدكار الدولي، Patna، مطار الله أباد ‏، مطار سوامي فيفي كاناندا ‏، مطار راجكوت ‏ (تبدأ في 3 يوليو 2023)، Ranchi، مطار تريفاندروم الدولي، مطار فادودارا ‏ (تبدأ في 3 يوليو 2023)، مطار لال بهادور شاستري الدولي، مطار فشاكاباتنم ‏ | [ 16 ] |
| سبايس جيت        | مطار بهافا نجر ‏، مطار أنديرا غاندي الدولي، مطار دبي الدولي، مطار غوا الدولي، مطار جايبور الدولي | [ 17 ] |
| فيستارا          | مطار أنديرا غاندي الدولي، مطار شانغي سنغافورة | [ 20 ] |

## الإحصائيات
شاهد source Wikidata query and sources.
| السنة   | الركاب    | التغير   | عدد الطائرات | البضائع   |
| ------- | --------- | -------- | ------------ | --------- |
| 2022-23 | 80,07,160 | ▲0115.6% | 59,451       | 39,369    |
| 2021-22 | 37,13,491 | ▲073.7%  | غير متوفر    | غير متوفر |
| 2020-21 | 21,37,859 | ▼073.6%  | 19,831       | غير متوفر |
| 2019-20 | 80,85,607 | ▼010.9%  | 54,261       | غير متوفر |
| 2018-19 | 90,70,917 | ▲011.1%  | 59,888       | غير متوفر |
| 2017-18 | 81,64,840 | ▲020.6%  | 56,021       | 41,566    |
| 2016-17 | 67,87,391 | ▲025.3%  | 46,932       | 35,312    |
| 2015-16 | 54,17,167 | ▲029.3%  | 40,726       | 31,766    |

## وصلات داخلية
- الهند
- قائمة مطارات الهند